# Чадская федерация футбола
Ча́дская федера́ция футбо́ла (фр. Fédération Tchadienne de Football) — организация, осуществляющая контроль и управление футболом в Чаде. Располагается в столице государства — Нджамене. ЧФФ основана в 1962 году, вступила в ФИФА и в КАФ в 1964 году. В 1978 году присоединилась также к УНИФФАК. Федерация организует деятельность и управляет национальной и молодёжными сборными. Под эгидой федерации проводится чемпионат страны и многие другие соревнования. Женский футбол в Чаде не развит.